# Eburia baroni
Eburia baroni är en skalbaggsart som beskrevs av Bates 1892. Eburia baroni ingår i släktet Eburia och familjen långhorningar. Inga underarter finns listade i Catalogue of Life.